# Johnny English Reborn
Johnny English Reborn is een Britse parodiefilm uit 2011 en een vervolg op de komediefilm Johnny English uit 2003. Rowan Atkinson vertolkt in deze film wederom de hoofdrol van MI-7 geheim agent Johnny. De film is geregisseerd door Oliver Parker.

## Verhaal
Acht jaar zijn verstreken sinds Johnny English als geheim agent in dienst trad bij MI-7, de Britse geheime dienst, in de vorige film. De laatste vijf jaar verblijft hij echter in een klooster in Tibet, na het verknallen van een belangrijke missie in Mozambique, waarbij de politiek leider onder zijn ogen vermoord werd. Oneervol ontslag volgde, en zijn adellijke titel werd hem afgenomen. Nu probeert hij daar door meditatie, discipline en oosterse vechtkunst zijn schaamte te overwinnen.
Op een dag wordt hij benaderd door de Britse geheime dienst om terug naar het hoofdkantoor van MI-7 te komen. Men is erachter gekomen dat er een aanslag gepland wordt op de Chinese premier, maar de mogelijke tipgever wil alleen praten met Johnny English. English keert terug naar Londen, naar het inmiddels geheel gemoderniseerde hoofdkantoor van MI-7. Hij ontmoet daar zijn nieuwe baas, "Pegasus", die hem nog één kans wil geven zijn blunder in Mozambique goed te maken. Ook maakt hij kennis met gedragswetenschapper Kate Sumner, en loopt hij Simon Ambrose tegen het lijf, geheim agent 'nummer één', tegen wie English altijd al heeft opgekeken.
Terzijde gestaan door zijn nieuwe assistent Tucker vertrekt Johnny naar Hong Kong, om de tipgever (een oud CIA-agent) uit te horen. De tipgever onthult dat de aanslag op de Chinese premier beraamd wordt door een groep van huurmoordenaars die zich "Vortex" noemt. Om de moord echter ook daadwerkelijk te kunnen plegen, is een sleutel nodig. De tipgever laat hierop zien dat hij een van de drie stukken van deze sleutel in zijn bezit heeft. Met dat hij dit stuk aan English laat zien, wordt hij echter neergeschoten. Johnny neemt het stukje sleutel mee terug naar Londen, maar onderweg naar Engeland wordt dit van hem gestolen. Van een Russische dubbelspion van de KGB bemachtigt Johnny vervolgens het tweede deel van de sleutel, nadat de Rus dodelijk gewond is geraakt tijdens een partijtje golf. De Rus heeft English nog net kunnen vertellen dat er een derde handlanger is, en dat deze geïnfiltreerd is in MI-7. English en Tucker proberen erachter te komen wie deze infiltrant is. Hoewel Tucker sterke aanwijzingen heeft dat dit top-agent Simon Ambrose moet zijn, laat English zich op een dwaalspoor brengen, en geeft hij Ambrose in goed vertrouwen zelfs zijn tweede stukje sleutel mee. Al snel wordt English zelf ervan verdacht deze spion te zijn, en moet hij vluchten voor zijn leven.
English vlucht naar het huis van gedragswetenschapper Kate Sumner. Samen met haar ontdekt Johnny een verband tussen de politieke moord in Mozambique van vijf jaar terug, en de groep huurmoordenaars van Vortex. De drie sleutelstukjes zijn nodig om toegang te krijgen tot een verdovend middel, dat in Mozambique een grote rol speelde, en dit nu waarschijnlijk opnieuw gaat doen. Het verdovende middel zorgt ervoor dat degene die het binnenkrijgt, enkele minuten apathisch doet wat je zegt, en daarna dood neervalt. Zo kan Vortex iemand anders een moord laten plegen, zonder daarvoor ooit gepakt te kunnen worden.
English probeert samen met Tucker te voorkomen dat het verdovende middel wordt gebruikt, maar krijgt per ongeluk zelf het middel binnen. Simon Ambrose maakt hier gebruik van, en geeft aan English het bevel om de Chinese premier te vermoorden. Dankzij de training die hij van de monniken in Tibet gehad heeft, weet hij het middel echter te weerstaan en zelfs te overwinnen. De Chinese premier is gered. Simon Ambrose ziet aanvankelijk kans te vluchten, maar na een wilde achtervolging weet English zijn opponent op het allerlaatste moment op te blazen.
Vanwege de goede afloop van het avontuur besluit men om English uiteindelijk opnieuw in de adelstand te verheffen, maar dit loopt in de soep doordat English de koningin aanziet voor een huurmoordenares in vermomming. Hij haakt haar pootje en slaat haar met een dienblad.
Tijdens de aftiteling zien we hoe Johnny English op de muziek van Edvard Griegs In de hal van de Bergkoning een 'afhaalmaaltijd' klaarmaakt voor Kate Sumner.

## Rolverdeling
| Acteur           | Personage         | Opmerkingen                             |
| ---------------- | ----------------- | --------------------------------------- |
| Rowan Atkinson   | Johnny English    | Geheim agent (titelrol)                 |
| Gillian Anderson | Pamela Thornton   | Hoofd van MI-7                          |
| Rosamund Pike    | Kate Sumner       | Gedragswetenschapper bij MI-7           |
| Dominic West     | Simon Ambrose     | Geheim agent, top-agent van MI-7        |
| Daniel Kaluuya   | Agent Tucker      | Rechterhand van Johnny English bij MI-7 |
| Tim McInnerny    | Patch Quartermain | Hoofd laboratorium MI-7                 |

## Achtergrond

### Productie

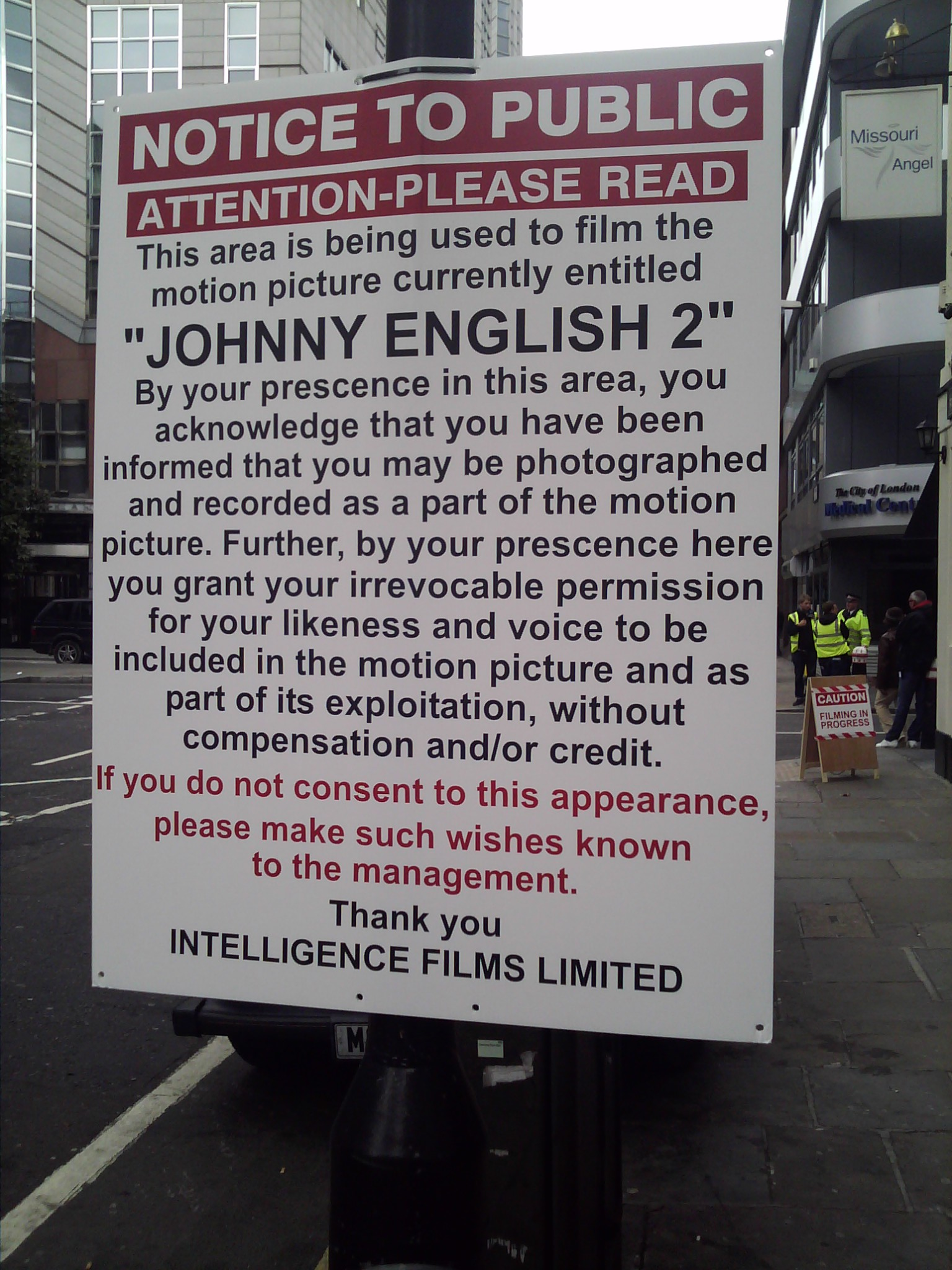
Poster ter aankondiging van de opnames in Londen.

Universal Pictures maakte in april 2010 bekend bezig te zijn met een vervolg op Johnny English.
De opnames begonnen op 11 september 2010 in Central Londen. Verder werd er gefilmd in Brocket Hall, Hertfordshire en Hawley Woods in Hampshire, Macau en Hong Kong.
In 2017 begon het filmen van "Johnny English Strikes Again", de derde film uit de reeks, die vervolgens in 2018 werd uitgebracht.

### Uitgave
De internationale première van Johnny English Reborn vond plaats in het Entertainment Quarter in Sydney, Australië, op 4 september 2011.